# Макријалос
Макријалос (грч. Μακρύγιαλος) је приморско насељено место у општини Пидна-Колиндрос у периферији Средишња Македонија, Грчка. Према попису из 2021. године било је 1.469 становника.
Макријалос је био насељен грчким и турским становништвом и на попису из 1913. године је имао 450 житеља. Током Првог светског рата турско становништво је принудно исељено у Турску, тако је 1920. у селу било 139 мештана. После 1923. године насељено је 89 грчких избегличких породица, укупно 361 особа. На попису из 1928. године Макријалос је имао 736 становника.